# George Wheeler (explorateur)
Pour les articles homonymes, voir George Wheeler et Wheeler.
George Montague Wheeler, né le 9 octobre 1842 à Grafton et mort le 3 mai 1905 à New York, est un explorateur et cartographe américain, chef de la  Wheeler Survey, une des grandes exploration de l'Ouest américain (au-delà du 100e méridien ouest) à la fin du XIXe siècle.
Le pic Wheeler situé dans le parc national du Grand Bassin au Nevada, le pic Wheeler point culminant du Nouveau-Mexique et la Wheeler Geologic Area dans le sud du Colorado sont nommés en son honneur.